# Silvio Spacal
Silvio Spacal, italijanski tiskar slovenskega rodu, * 19. januar 1879, Trst, Avstro-Ogrska, † 27. junij 1959, Trst, Italija.
Rodil se je v družini Jožefa in Francesce Spacal rojene Probst, ki se je v Trst preselila iz Kostanjevice na Krasu. Vodil je tiskarno »Stabilimento tipografico Silvio Spazzal« in bil med redkimi, ki so pod fašizmom tiskali slovenske knjige in časopise. V letih 1921-23 je tiskal žensko revijo Jadranka, v letih 1923-26 pa Delo, komunistični časopis za Slovence v Italiji. V njegovi tiskarni se je tiskal tudi Mladi list, tednik, ki ga je leta 1923 ustanovil rimskokatoliški duhovnik, poslanec in narodnoobrambni delavec Virgil Šček. Tednik je izhajal do januarja 1929 in je bil s 15.000 izvodi najbolj razširjen periodični tisk med Slovenci v Italiji. V oktobru 1930 so tiskarno napadli in uničili fašisti, 2. decembra 1938 pa je italijanska oblast tiskarno spravila v stečaj in s tem v Trstu ukinila vse  možnosti tiskanja v slovenskem jeziku.